# Amderma
Amderma (en ruso: Амдерма) es un asentamiento y puerto martítimo de Nenetsia, en Rusia. La ciudad está bañada por el mar de Kara y se encuentra a pocos kilómetros al sureste de la isla Vaigach.
La localidad recibió oficialmente el título de asentamiento en 1936, y su nombre significa "roca de morsas" en nenezo. Se encuentra a 490 km de Narian-Mar, capital de Nenetsia, y a 350 km de Vorkutá. Es un importante puerto comercial en el Paso del Noreste, siendo un punto de intersección entre las rutas del norte y las rutas árticas.
Amderma fue fundada en 1933 como una población minera. La región circundante es rica en fluorita, haciendo de Amderma un importante punto de explotación de ese material en la época soviética, aunque con el desmembramiento de la Unión Soviética a principios de 1990 hizo que se parara la explotación. Posee un puerto y un aeropuerto que opera vuelos regulares a la capital de la región y a las principales ciudades cercanas. Hasta 1993, había una base militar aérea en ese mismo aeropuerto.

## Clima
| Parámetros climáticos promedio de Amderma (1991-2020) | Parámetros climáticos promedio de Amderma (1991-2020) | Parámetros climáticos promedio de Amderma (1991-2020) | Parámetros climáticos promedio de Amderma (1991-2020) | Parámetros climáticos promedio de Amderma (1991-2020) | Parámetros climáticos promedio de Amderma (1991-2020) | Parámetros climáticos promedio de Amderma (1991-2020) | Parámetros climáticos promedio de Amderma (1991-2020) | Parámetros climáticos promedio de Amderma (1991-2020) | Parámetros climáticos promedio de Amderma (1991-2020) | Parámetros climáticos promedio de Amderma (1991-2020) | Parámetros climáticos promedio de Amderma (1991-2020) | Parámetros climáticos promedio de Amderma (1991-2020) | Parámetros climáticos promedio de Amderma (1991-2020) |
| Mes                                                   | Ene.                                                  | Feb.                                                  | Mar.                                                  | Abr.                                                  | May.                                                  | Jun.                                                  | Jul.                                                  | Ago.                                                  | Sep.                                                  | Oct.                                                  | Nov.                                                  | Dic.                                                  | Anual                                                 |
| ----------------------------------------------------- | ----------------------------------------------------- | ----------------------------------------------------- | ----------------------------------------------------- | ----------------------------------------------------- | ----------------------------------------------------- | ----------------------------------------------------- | ----------------------------------------------------- | ----------------------------------------------------- | ----------------------------------------------------- | ----------------------------------------------------- | ----------------------------------------------------- | ----------------------------------------------------- | ----------------------------------------------------- |
| Temp. máx. abs. (°C)                                  | 1.6                                                   | 1.5                                                   | 3.5                                                   | 7.6                                                   | 20.3                                                  | 28.0                                                  | 31.8                                                  | 28.8                                                  | 21.4                                                  | 11.7                                                  | 4.3                                                   | 4.9                                                   | 31.8                                                  |
| Temp. máx. media (°C)                                 | -13.8                                                 | -14.3                                                 | -10.6                                                 | -6.3                                                  | -1.0                                                  | 6.3                                                   | 11.9                                                  | 10.6                                                  | 6.9                                                   | 0.3                                                   | -6.3                                                  | -10.0                                                 | -2.2                                                  |
| Temp. media (°C)                                      | -17.3                                                 | -17.7                                                 | -14.1                                                 | -9.7                                                  | -3.6                                                  | 3.0                                                   | 8.0                                                   | 7.7                                                   | 4.5                                                   | -1.9                                                  | -9.2                                                  | -13.4                                                 | -5.3                                                  |
| Temp. mín. media (°C)                                 | -21.1                                                 | -21.3                                                 | -17.5                                                 | -13.1                                                 | -6.0                                                  | 0.5                                                   | 4.7                                                   | 5.3                                                   | 2.2                                                   | -4.4                                                  | -12.5                                                 | -17.0                                                 | -8.4                                                  |
| Temp. mín. abs. (°C)                                  | -42.4                                                 | -44.6                                                 | -43.1                                                 | -33.9                                                 | -26.0                                                 | -9.5                                                  | -4.4                                                  | -3.3                                                  | -9.7                                                  | -27.7                                                 | -34.9                                                 | -39.7                                                 | -44.6                                                 |
| Precipitación total (mm)                              | 29                                                    | 21                                                    | 21                                                    | 22                                                    | 27                                                    | 39                                                    | 49                                                    | 47                                                    | 46                                                    | 50                                                    | 36                                                    | 30                                                    | 417                                                   |
| Fuente: Погода и климат                               |                                                       |                                                       |                                                       |                                                       |                                                       |                                                       |                                                       |                                                       |                                                       |                                                       |                                                       |                                                       |                                                       |